# 中国人民解放军海军青岛水警区
中国人民解放军海军青岛水警区，机关驻地山东省青岛市，是中国人民解放军北部战区海军的水警区。

## 沿革
1950年6月，以原中国人民解放军第四野战军后勤部二分部五大站十三分站为基础，组建中国人民解放军海军青岛水警区。归属海军青岛基地筹备委员会建制。1950年9月7日，撤消青岛水警区，在海军青岛基地筹备委员会设立水警科。1951年10月28日，为了加强对舰艇部队及海岸炮兵的统一领导，以海军青岛基地水警处和海岸炮兵指挥部为基础，组建海军青岛基地水警指挥部。并且将海军青岛基地巡逻艇大队、快艇基地（含快艇部队）以及海军1951年3月从华东军区海军调给青岛基地的“天目山”、“盐城”、“邯郸”号军舰拨归该水警指挥部；11月30日，自北洋海运局调来的“中104”、“中111”两艘登陆舰也拨归该水警指挥部。1952年5月20日，海军青岛基地司令部命令，经海军批准：以海军青岛基地司令部水警指挥部为基础，重新组建中国人民解放军青岛水警区，执行师级权限，归属海军青岛基地建制领导。司令员康烈功，政委李荣彩。1960年8月，北海舰队成立以后，青岛水警区转隶北海舰队建制。1985年11月，青岛水警区合并到快艇第一支队，撤销青岛水警区番号。
2014年3月中旬，北海舰队快艇第一支队撤并转改，更名为中国人民解放军海军青岛水警区。

## 历任领导
| 司令员 - 康烈功 大校（1952年5月—？） …… （青岛水警区撤销） - 吴栋柱 海军大校（2014年3月—2017年） | 政治委员 - 李荣彩 大校（1952年5月—1955年2月） - 刘春光 上校（1955年—？） - 林凤山（？—1960年） …… （青岛水警区撤销） |